# Lipton International Players Championships 1991
Lipton International Players Championships 1991 — тенісний турнір, що проходив на відкритих кортах з твердим покриттям. Це був 7-й турнір Мастерс Маямі. Належав до ATP Super 9 в рамках Туру ATP 1991 і турнірів 1-ї категорії в рамках Туру WTA 1991. І чоловічі, і жіночі змагання відбулись у Tennis Center at Crandon Park у Кі-Біскейні (США), з 11 березня до 25 березня 1991 року.

## Переможниці та фіналістки

### Одиночний розряд, чоловіки
Джим Кур'є —  Девід Вітон 4–6, 6–3, 6–4
- Для Кур'є це був 2-й титул за сезон і 3-й - за кар'єру.

### Одиночний розряд, жінки
Моніка Селеш —  Габріела Сабатіні 6–3, 7–5

### Парний розряд, чоловіки
Вейн Феррейра /  Піт Норвал —  Кен Флек /  Роберт Сегусо 5–7, 7–6, 6–2

### Парний розряд, жінки
Мері Джо Фернандес /  Зіна Гаррісон Джексон —  Джиджі Фернандес /  Яна Новотна 7–5, 6–2